# Heino Falcke
Heino Falcke (nacido en 1966) es un profesor alemán de radioastronomía y física de astropartículas en la Universidad de Radboud en Nimega. Fue ganador del Premio Spinoza 2011. Su principal campo de estudio son los agujeros negros. En 2013, un equipo bajo su liderazgo obtuvo una beca de investigación de 14 millones de euros del Consejo Europeo de Investigación para estudios adicionales sobre los agujeros negros.

## Carrera
Falcke nació en Colonia, Alemania en 1966. Estudió física en las universidades de Colonia y Bonn y se graduó en 1992. Obtuvo otro doctorado summa cum laude en 1994 en la Universidad de Bonn. Falcke trabajó posteriormente como científico para el Instituto Max Planck de Radioastronomía en Bonn, la Universidad de Maryland y la Universidad de Arizona.
Falcke ganó el Premio Ludwig Biermann para jóvenes astrónomos del Astronomische Gesellschaft alemán en 2000. 
En 2003, se convirtió en profesor adjunto de radioastronomía y física de astropartículas en la Universidad de Radboud en Nijmegen. También comenzó a trabajar para ASTRON, el instituto de radioastronomía de los Países Bajos. En 2007, se convirtió en profesor titular en Nijmegen. 
En 2006, Falcke ganó el Premio de la Academia de Ciencias y Humanidades de Berlín-Brandenburgo. 
Falcke recibió una subvención de investigación avanzada del Consejo Europeo de Investigación de 3,5 millones de euros en 2008. En 2011, fue uno de los tres ganadores del Premio Holandés Spinoza y recibió una subvención de 2,5 millones de euros. La Organización de Investigación Científica de los Países Bajos, elogió a Falcke por proporcionar nuevos conocimientos sobre los agujeros negros. Lo llamaron una de las principales fuerzas detrás del radiotelescopio LOFAR. Falcke trabajó en el diseño del telescopio.
En 2013, Falcke, como científico principal de un equipo, recibió una subvención del Consejo Europeo de Investigación Sinergia de 14 millones de euros. La subvención estaba destinada a estudios adicionales sobre agujeros negros, específicamente Sagitario A *. El objetivo era construir una cámara Black Hole con la subvención. Esto permitiría probar la teoría general de la relatividad de Albert Einstein creando una imagen del horizonte de eventos. Este proyecto culminó con el proyecto Event Horizon Telescope, del cual él preside el Consejo Científico de EHT. El 10 de abril de 2019, anunció que el proyecto había logrado visualizar los agujeros negros en el centro de la Vía Láctea (Sagitario A *) y M87.
Desde 2014, Falcke ha sido miembro de la Real Academia de Artes y Ciencias de los Países Bajos

## Investigación
Falcke está involucrado en la astronomía teórica, así como en estudios observacionales y experimentales. Además de su trabajo con LOFAR, también está involucrado en el desarrollo de la Matriz de Kilómetros Cuadrados.
En el 2000 predijo que sería posible realizar mediciones cerca del borde de un agujero negro. Cuatro años más tarde, su equipo logró hacer eso. En 2013, Falcke, junto con Luciano Rezzolla, del Instituto Max Planck de Física Gravitacional, propuso que los blitzars podrían ser una explicación para las explosiones de radio rápidas. Se producirían explosiones cuando una estrella de neutrones en rotación supramasiva se ralentiza lo suficiente, pierde su campo magnético y luego se convierte en un agujero negro.
Falcke ha predicho que cerca de los bordes de un agujero negro habría una "sombra de agujero negro" que podría ser detectada por un radiotelescopio. Esta sombra fue finalmente observada con el telescopio Event Horizon.
Falcke desea colocar un radio telescopio en la Luna y ha trabajado con investigadores de la NASA y la Agencia Espacial Europea para diseñar un plan para que esto suceda.

## Vida personal
Falcke se confiesa cristiano y sirve como pastor laico en la Iglesia Protestante en los Países Bajos. Él ve su fe como una forma de lograr un descanso interno, así como una motivación para conducir la ciencia.

## La primera foto de un agujero negro
Falcke, profesor de astrofísica en la Universidad Radboud en Holanda, fue quien propuso inicialmente en la década de los 90 la idea de combinar el poder de observatorios a miles de kilómetros de distancia para transformar la Tierra en un telescopio virtual y lograr algo que parecía imposible: captar la primera imagen real de un agujero negro.
La primera fotografía de un agujero negro fue posible gracias a una experta en ciencias de la computación de 29 años que ayudó a crear el algoritmo con el que se creó la imagen. Katie Bouman lideró el desarrollo de un programa informático con el que se obtuvo la impresionante foto.